# Наїзники (фільм)
«Наї́зники» («Наездники») — радянський кіноальманах у трьох новелах 1987 року, знятий режисерами Георгієм Реутовим, Юрієм Колчеєвим і Олексієм Бобровим на кіностудії «Мосфільм».

## Сюжет
Кіноальманах складається з трьох новел: «Мирний час Романа Шмакова», «Наїзники» і «Теоретик».

### «Мирний час Романа Шмакова»
За оповіданням Я. Шипова «Інспектор». Про молодого інспектора рибнагляду Романа Шмакова, який загинув під час затримання браконьєрів.

### «Наїзники»
За оповіданням Бориса Васильєва «Чудова шістка». Дія фільму відбувається влітку у піонерському таборі. Взявши колгоспних коней, а на ділі викравши, хлопці вдосталь наїздилися і приховали їх у віддаленій балці, міцно прив'язавши їх до дерев. Хотіли ними скористатися ще раз, але забули — дуже вже бурхливо закінчувалася табірна зміна, а після прощального свята кожному хотілося швидше поїхати додому.

### «Теоретик»
За мотивами повісті Віктора Розова «Свято». Щоб у більш невимушеній обстановці відзначити захист дисертації, дочка замикає батьків у кабінеті. Ніч проходить непомітно для учасників свята, а для старого академіка стає фатальною.

## У ролях
- Борис Коростєлєв — Роман Шмаков
- Микола Крючков — батько Антоніни
- Ірина Розанова — Антоніна
- Федір Одиноков — Єгор Шибаєв
- Юрій Шерстньов — браконьєр
- Віктор Іллічов — Стьопа
- Ю. Гусьєв — роль другого плану
- Ірина Мірошниченко — Кіра Сергіївна
- Борис Новиков — Прокудов, ветеран війни
- Олексій Весьолкін — лейтенант міліції
- Галина Сазонова — Галочка
- Валерій Хлєвинський — фізкерівник
- Костя Атаманов — Сьомка
- Дмитро Праченко — Валера
- Максим Никифоров — Ігор
- В'ячеслав Тихонов — батько
- Ірина Губанова — роль другого плану
- Наталія Вавілова — роль другого плану
- Олександр Кудінов — роль другого плану
- Максим Сергєєв — роль другого плану
- Михайло Федоров — Андрій
- А. Іванов — Стас
- Людмила Карауш — мама Ігоря
- Любов Соколова — листоноша
- Олександр Мовчан — батько Стаса
- Людмила Альохіна — член комісії
- Олена Ільїна — Зіночка
- Андрій Зєлєнов — член комісії

## Знімальна група
- Режисери — Георгій Реутов, Юрій Колчеєв, Олексій Бобров
- Сценаристи — Георгій Реутов, Денис Драгунський, Віктор Розов, Г. Міхнєв
- Оператори — Ігор Черних, Віктор Якушев, Лев Рагозін
- Композитор — Володимир Рубін
- Художники — Олександр Мягков, Геннадій Мясников, Анатолій Анфілов